# 乌斯拉
乌斯拉（法語：Housseras，法語發音：[usʁa] ⓘ）是法国大東部大區孚日省的一个市镇，属于埃皮纳勒区。

## 地理
乌斯拉（48°18'39"N, 6°42'45"E）面积19.61 平方千米，位于法国大東部大區孚日省，该省份为法国东北部内陆省份，北起默兹省和默尔特-摩泽尔省，西接上马恩省，南至上索恩省和贝尔福地区省，东临上莱茵省和下莱茵省。
与乌斯拉接壤的市镇（或旧市镇、城区）包括：欧特雷、拉布尔贡斯、让梅尼勒。

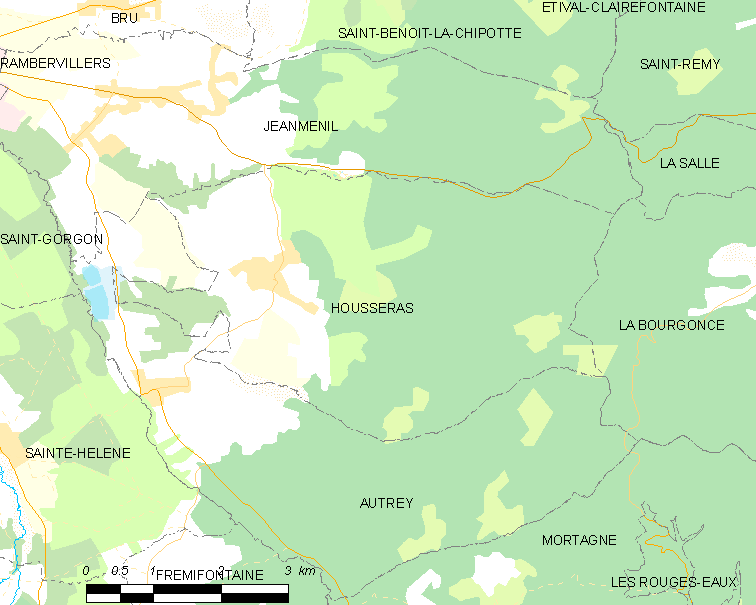
乌斯拉的OSM定位图

乌斯拉的时区为UTC+01:00、UTC+02:00（夏令时）。

## 行政
乌斯拉的邮政编码为88700，INSEE市镇编码为88243。

## 政治
乌斯拉所属的省级选区为孚日圣迪耶第一县。

## 人口

1962-2008年间乌斯拉人口变化图示

乌斯拉于2022年1月1日时的人口数量为489人。